# Fekete ugróhangya

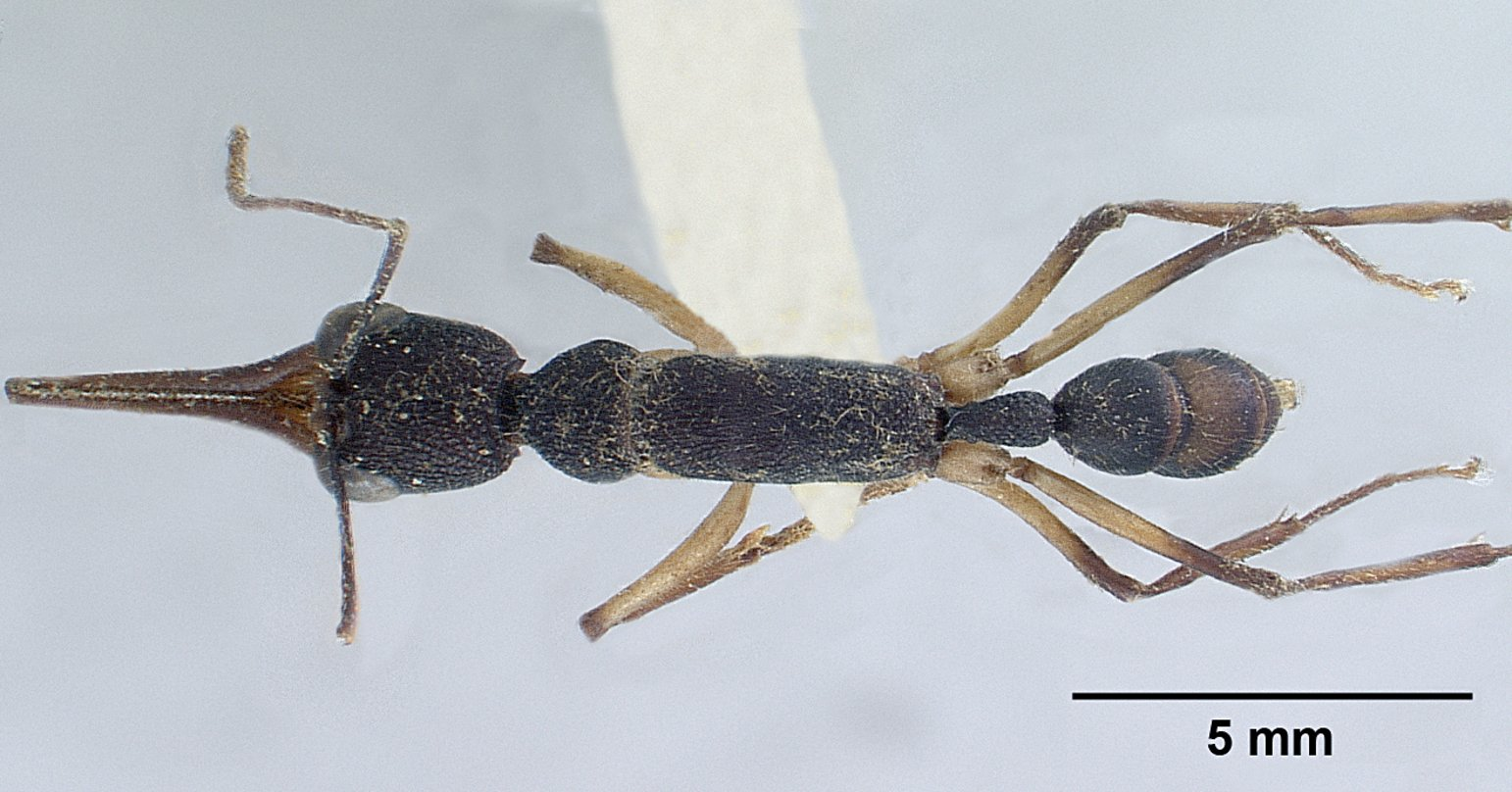
Fölülnézetben

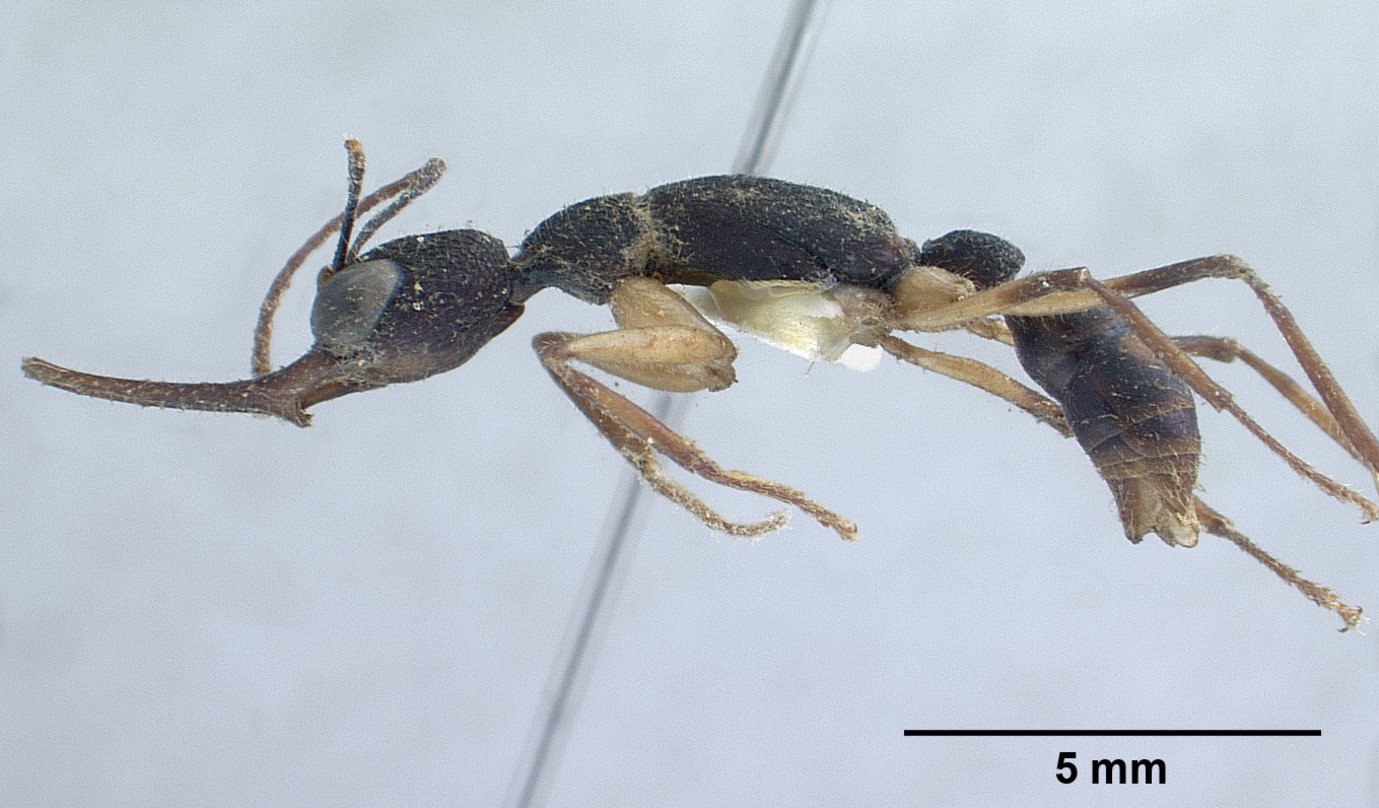
Oldalnézetben

A fekete ugróhangya (Harpegnathos venator) hangyák (Formicidae) családjába sorolt barázdáshangya-formák(Ponerinae) alcsalád névadó, barázdáshangya-rokonúak (Ponerini) nemzetségében az ugróhangya (Harpegnathos) nem egyik legismertebb faja.

## Származása, elterjedése
Dél-és Délkelet-Ázsiában él a Himalája előhegyeitől délkeleten Borneó szigetéig, északkeleten Dél-Kínáig.

## Megjelenése, felépítése
A nagyobb hangyák közé tartozik; testhossza mintegy 1,5 cm. Az ivaros alakok nem sokkal nagyobbak a dolgozóknál.

## Életmódja, élőhelye
Trópusi–szubtrópusi hangya; a számára optimális hőmérséklet 21–28 °C, a páratartalom 60–80 %.
Kolóniái kicsik, pár tucat dolgozóval (Tartally).
Ragadozó; magányos vadász.  Nemcsak a talajszinten mozog, de az ágakon is. Nevéhez méltóan néha átugrik egyik ágról a másikra. Jóformán kizárólag kisebb rovarokkal táplálkozik; az édes nedvekhez (például a mézharmathoz) hozzá sem nyúl. Dögöt sem eszik, csak azt a prédát, amit maga ejtett el (Tartally). Áldozatait fullánkjának mérgével öli meg.
Poneromorf hangya lévén némi törmelékre van szüksége ahhoz, hogy lárvái be tudjanak bábozódni.

### Szaporodása
Ha a királynő elpusztul, a dolgozók (más primitív fajokhoz hasonlóan) dominanciaharcba kezdenek, majd a domináns egyed elkezd petézni (ú.n. „gamergate” lesz belőle). Később jó eséllyel párosodik is egy, lehetőleg más bolyból származó hímmel (ilyen hiányában a terméketlen petéiből kikeltek egyikével), és innen fogva ismét képesek dolgozókat vagy akár királynőket is kinevelni.